# داس‌نوک بزرگ
داس‌نوک بزرگ (نام علمی: Drymotoxeres pucheranii) نام یک گونه از خانواده مرغان تنورساز است.